# Johannes von Hohenmauth
Johannes von Hohenmauth (auch Johann von Mauth; Johann von Muta; tschechisch Jan z Mýta, Jan z Vysokého Mýta; lateinisch Johannes de Mutha; Johannes de Muta; Johannes de Altamuta; Johannes de Alta Muta; * in Hohenmauth, Chrudimer Kreis; † um 1402) war ein bedeutender tschechischer Theologe und 1395 Rektor der Prager Karlsuniversität.

## Leben
Johannes, der nach seinem Herkunftsnamen im ostböhmischen Hohenmauth geboren wurde, studierte an der Karlsuniversität, wo er 1385 den akademischen Grad eines Baccalaureus erwarb und 1387 Magister der Freien Künste wurde. 1394 wurde er zum Dekan der Artistenfakultät gewählt und 1395 war er Rektor der Karlsuniversität. Erst im Jahre 1400 wurde er Baccalaureus der Theologie.
Johannes, zu dessen Schülern u. a. Jan Hus gehörte, war neben Stephan von Kolin und Nikolaus von Leitomischl einer der bedeutendsten tschechischen Theologen seiner Zeit. Er predigte deutsch und tschechisch. Aus seinem literarischen Nachlass haben sich vor allem Promotionsansprachen erhalten, die einen Einblick in das damalige Universitätsleben, die kulturellen sowie historischen Kenntnisse und die Rhetorik der damaligen Zeit geben. Anlässlich der Krönung der böhmischen Königin Sophie von Bayern im Jahre 1400 hielt er die Festansprache.
Die frühere Annahme, Johannes von Hohenmauth sei identisch mit Johannes von Neumarkt, ist nach der neueren Forschung nicht haltbar.

## Werke (Auswahl)
- Utrum dictis sanctorum patrum
- Magister iste optimus (1391)
- Oportet equa de equis predicari (1392)
- Laudamus iuvenem verecundum (1393)
- Sanabatur laborans (1392)
- Nomen virtutibus equas (1393)
- Dignus est et philosophus vocetur (1394)

Die Promotionsansprachen wurden 1948 unter dem Titel: „Promoční promluvy mistrů artistické fakulty Mikuláše z Limomyšle a Jana z Mýta na Univerzitě Karlové z let 1386 a 1393“ [Die Promotionsansprachen der Magister der artistischen Fakultät Nikolaus von Leitomischl und Johannes von Mauth an der Karlsuniversität in den Jahren 1386 und 1393] herausgegeben.